# F3 tedesca
La  Formula 3 tedesca – attualmente denominata ATS Formel 3 Cup – è la serie nazionale tedesca della Formula 3.  Molti piloti di grande successo hanno vinto questa categoria, tra cui Michael Schumacher, Jarno Trulli e il nove volte vincitore della 24 Ore di Le Mans, Tom Kristensen.

## La storia

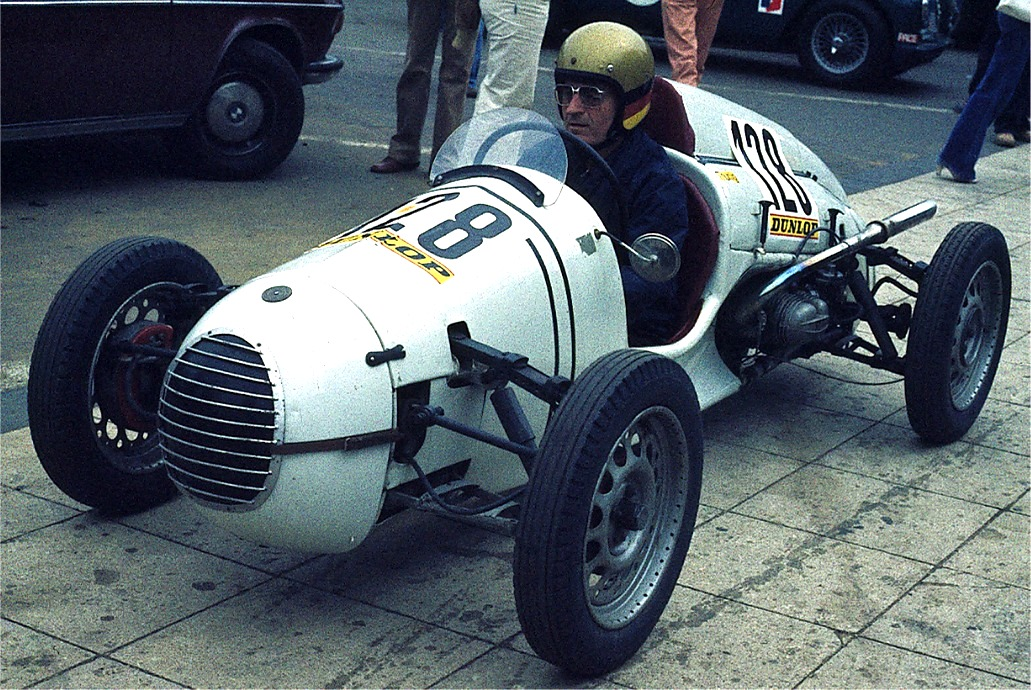
Una vettura di F3 motorizzata con un propulsore BMW da 500 cm³ fotografata nel 1978.

### Il primo periodo: 1950-1956
I primi anni della categoria furono influenzati dalla particolare situazione geopolitica della Germania: vi erano infatti due campionati, uno per ciascuno dei due stati nati dopo la guerra.
Il campionato della Germania Ovest fu disputato tra il 1950 e il 1954, mentre nella DDR il campionato proseguì fino al 1958. Nel periodo entrambi i campionati utilizzavano vetture spinte da motori da 500 cm³ a due tempi. Fu la BMW ha dominare il periodo come fornitore di propulsori grazie all'esperienza nelle corse motociclistiche e automobilistiche, acquisita prima del conflitto

### La Formula Junior
La Formula 3 con motori di 500 cm³ venne superata nel 1958 con l'introduzione della Formula Junior, con motori da 1000 cm³ (con 360 kg come peso di telaio) o 1100 cm³ (con telai da 400kg) derivati da quelli di serie. Queste nuove specifiche tecniche vennero adottate nel nuovo campionato occidentale nato nel 1960, vinto da Gerhard Mitter. Il titolo dell'anno seguente fu guadagnato da Kurt Ahrens, che lo rivinse nel 1963. Nel 1962 non si tenne invece nessun campionato.

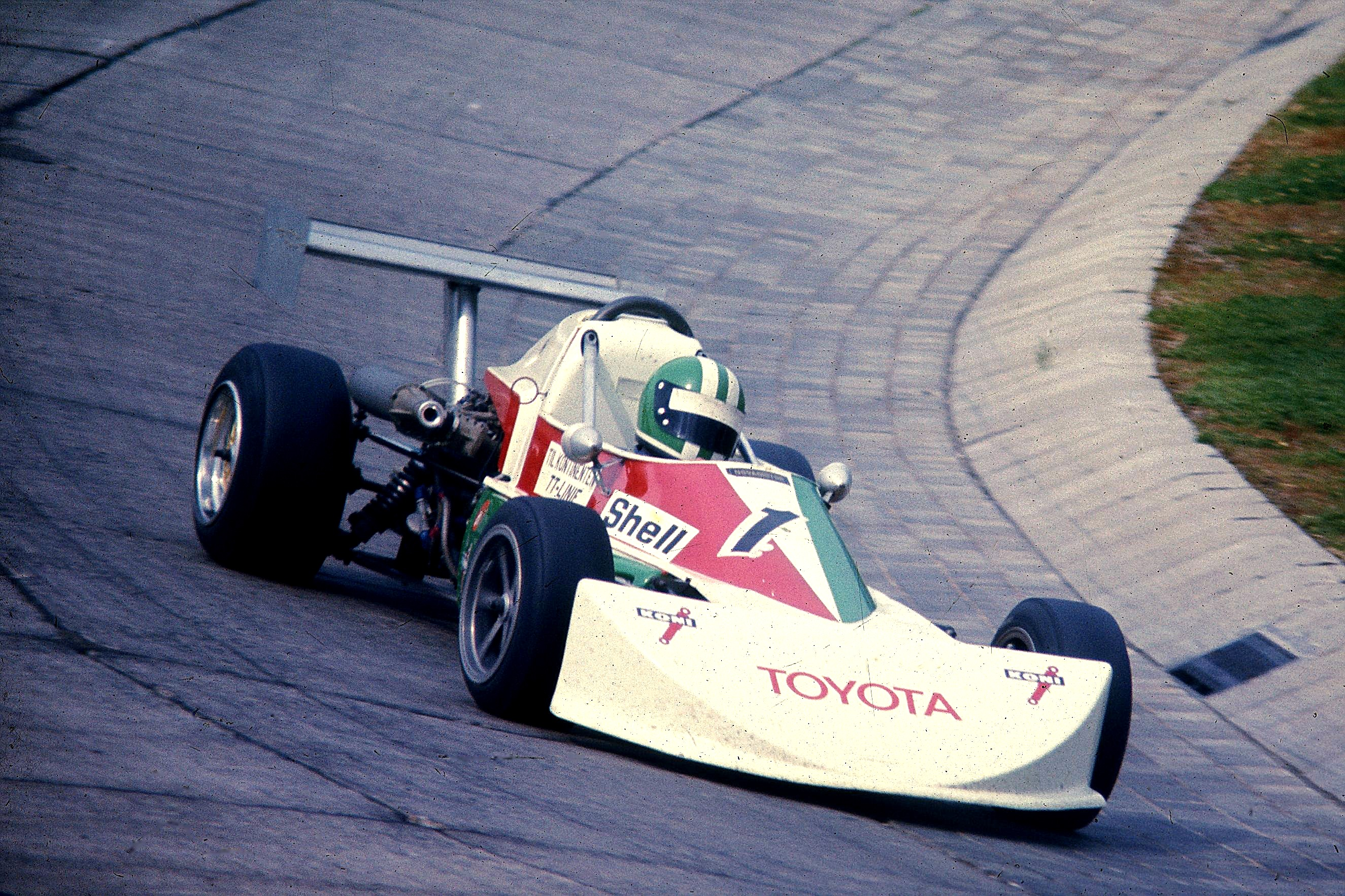
Una March-Toyota guidata da Rudolf Dötsch in una gara del 1976.

### La rinascita: 1975-2002
Nel 1964 la Federazione Internazionale dell'Automobile (FIA) resuscitò la F3, in sostituzione della F.Junior, questa volta però permettendo motori da 1000 cm³ quattro cilindri, derivati dalla serie. Mentre nella DDR il campionato rinacque subito, in Germania Ovest la rinascita del campionato si fece attendere fino al 1971. Nel 1974 il campionato venne vinto da un pilota italiano, Giorgio Francia, che fu anche il primo straniero a vincere il titolo. Altri piloti importanti che si aggiudicarono il campionato furono Bertram Schäfer (1976 e 1978) e Frank Jelinski (1980-81). Schäfer guidava per il suo team Bertram Schäfer Racing, che portò al titolo anche Jelinski. BSR divenne il più vincente dei team, conquistando ben 8 titoli piloti.
Negli anni ottanta il campionato iniziò a produrre piloti molto interessanti, tanto da essere trampolino verso la Formula 1. I campioni Bernd Schneider (1987) e Joachim Winkelhock (1988), oltre che nella massima serie ottennero grandi risultati anche tra le vetture sport. Anche il campione del 1985, Volker Weidler, passò in F1 e vinse la 24 Ore di Le Mans nel 1991.
Nel 1990 la vittoria arrise a colui che è diventato il pilota più vincente della Formula 1: Michael Schumacher. Quattro stagioni prima del suo primo titolo in F1, Schumacher aveva già fatto intravedere le sue doti vincendo il campionato tedesco e cogliendo ottimi risultati tra le vetture sport. Un altro pilota tedesco si trovò a concorrere con Schumacher sia in F3 che F1: Heinz-Harald Frentzen, che giunse secondo nel campionato tedesco nel 1989.
Il successore di Schumacher, Tom Kristensen divenne anch'esso un grande pilota, ma nelle gare di durata, diventando il recordman di vittorie nella prestigiosa 24 Ore di Le Mans.
Durante gli anni novanta molti altri piloti iniziarono la loro carriera dal campionato tedesco: Ralf Schumacher, Jarno Trulli, Alexander Wurz, Nick Heidfeld e Christijan Albers. L'ultimo campione di questo periodo, Gary Paffett, passò invece al DTM e divenne test driver per la McLaren. 

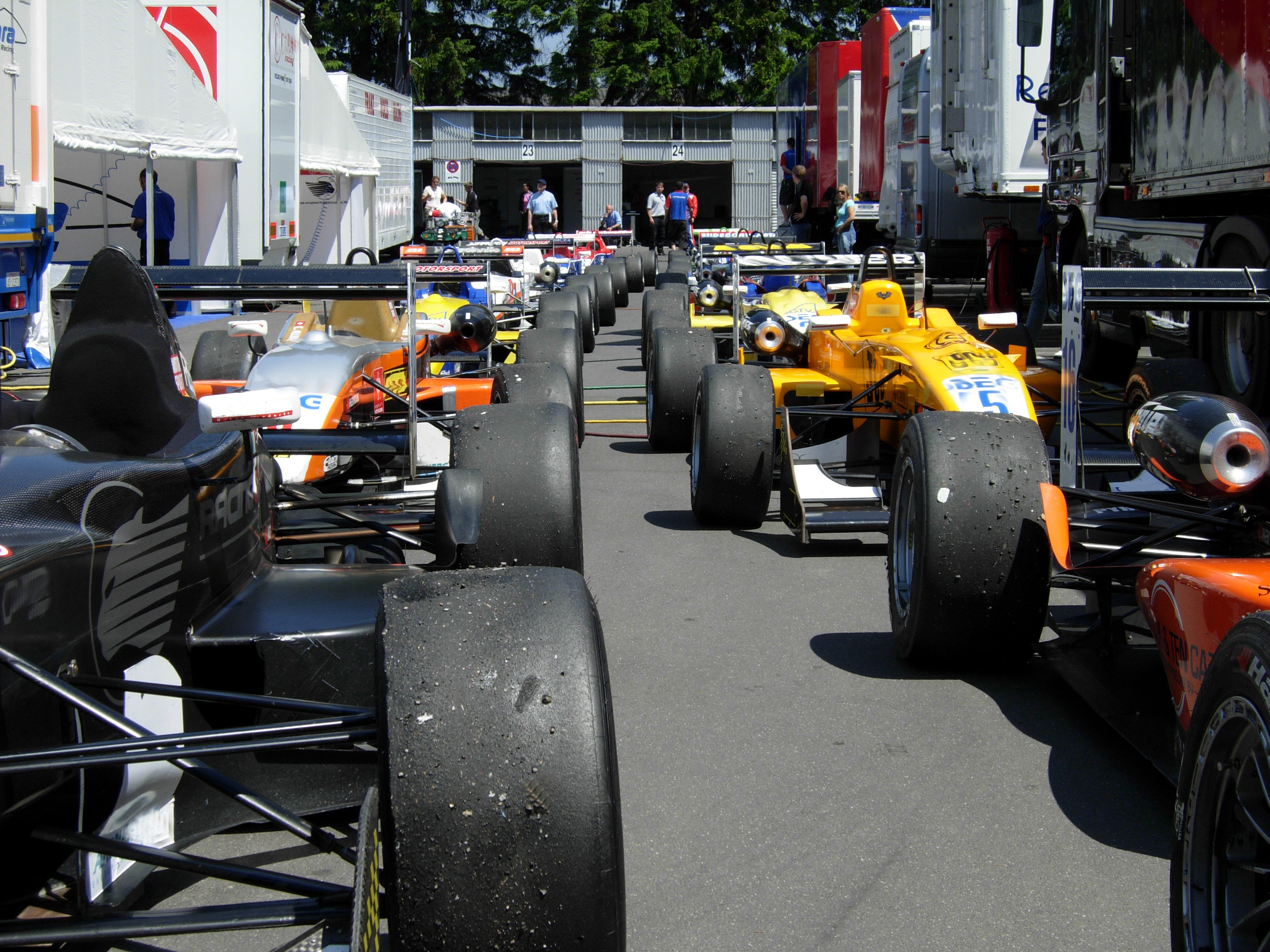
Vetture della Formel 3 Cup in parco chiuso al Nürburgring nel 2006.

### La fusione col campionato francese e la Formel 3 Cup
Nel 2003 la serie tedesca si è fusa, insieme al campionato francese, venendo a creare quella che ora è la Formula 3 europea, ossia il maggior campionato della categoria.
Il campionato tedesco non è però uscito dai calendari, e sin dal 2003 è stata fondata la nuova categoria tedesca, denominata Formel 3 Cup, da Bertram Schäfer, grazie al supporto dell'ADAC e della F3V (Associazione nazionale tedesca della F3). La prima denominazione del campionato fu  Recaro Formel 3 Cup, dallo sponsor Recaro, un'azienda specializzata in ricambi per automobili. La Recaro è stata poi sostituita dal fabbricante di ruote, ATS.
Nel 2005 è stata introdotta una doppia classifica, una riservata a vetture nuove e una a vetture più anziane. Il sistema, adottato anche dalla F3 inglese negli anni novanta, è stata poi successivamente introdotta in molti altri campionati europei della categoria.

## Aspetti tecnici
La serie sta godendo di un discreto successo, tanto da essere stata nel 2006 l'unica serie a presentare vetture provenienti da 4 diversi costruttori di telai (Dallara, Lola Racing Cars, Ligier e SLC). Malgrado, infatti, la F3 sia ancora una categoria aperta a più costruttori, il loro numero negli altri campionati si è andato riducendo nel corso degli anni, grazie al "dominio" delle vetture costruite dalla Dallara.
Sempre nel 2006 lo Swiss Racing Team ha introdotto l'uso di telai della Mygale, modello M06/F3.

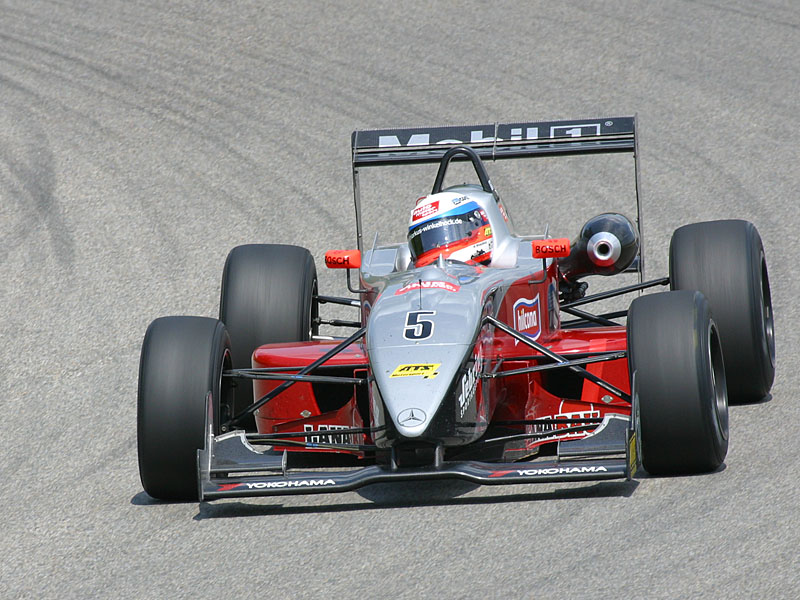
Markus Winkelhock guida una F3 al Sachsenring

Nello stesso anno ha fatto la sua comparsa la Ligier JS47, costruita dalla Martini dopo l'acquisto di quest'ultima da parte di Guy Ligier nel 2005, che fu utilizzata in qualche gara da Nico Hülkenberg, del Josef Kaufmann Racing.
Più interessante la competizioni sul fronte dei motori con fornitori quali Mugen-Honda, Mercedes-Benz, Spiess-Opel, Sodemo-Renault o TOM'S-Toyota. I motori H.W.A.-Mercedes e gli Spiess-Opel sono però quelli più largamente utilizzati. Questa è una grossa differenza rispetto alla F3 Euro Series dove tutte le vetture sono motorizzate dalla Mercedes o dalla Volkswagen.
Nel 2007 il campionato ha introdotto il motore "Challenge", sviluppato dalla Spiess, al fine di garantire una maggiore durata e un più ridotto costo d'esercizio.

## Albo d'oro
| Anno | Campione                       | Nome del campionato cadetto | Campione             |
| ---- | ------------------------------ | --------------------------- | -------------------- |
| 1948 | Walter Komossa                 |                             |                      |
| 1949 | Walter Komossa                 |                             |                      |
| 1950 | Tony Freuzer                   |                             |                      |
| 1951 | Walter Komossa                 |                             |                      |
| 1952 | Helmut Deutz                   |                             |                      |
| 1953 | Adolf Lang                     |                             |                      |
|      | Dal 1954 al 1970 non disputato |                             |                      |
| 1971 | Manfred Mohr                   |                             |                      |
| 1972 | Willi Sommer                   |                             |                      |
| 1973 | Willi Deutsch                  |                             |                      |
| 1974 | Giorgio Francia                |                             |                      |
| 1975 | Ernst Maring                   |                             |                      |
| 1976 | Bertram Schäfer                |                             |                      |
| 1977 | Peter Scharmann                |                             |                      |
| 1978 | Bertram Schäfer                |                             |                      |
| 1979 | Michael Korten                 |                             |                      |
| 1980 | Frank Jelinski                 |                             |                      |
| 1981 | Frank Jelinski                 |                             |                      |
| 1982 | John Nielsen                   |                             |                      |
| 1983 | Franz Konrad                   |                             |                      |
| 1984 | Kurt Thiim                     |                             |                      |
| 1985 | Volker Weidler                 |                             |                      |
| 1986 | Kris Nissen                    |                             |                      |
| 1987 | Bernd Schneider                |                             |                      |
| 1988 | Joachim Winkelhock             | B-Cup                       | Daniel Müller        |
| 1989 | Karl Wendlinger                | B-Cup                       | Franz Engstler       |
| 1990 | Michael Schumacher             | B-Cup                       | Franz Binder         |
| 1991 | Tom Kristensen                 | B-Cup                       | Mathias Arlt         |
| 1992 | Pedro Lamy                     | B-Cup                       | Christian Abt        |
| 1993 | Jos Verstappen                 | B-Cup                       | Patrick Bernhardt    |
| 1994 | Jörg Müller                    | B-Cup                       | Arnd Meier           |
| 1995 | Norberto Fontana               | B-Cup                       | Jakob Sund           |
| 1996 | Jarno Trulli                   | B-Cup                       | Johann Sturesund     |
| 1997 | Nick Heidfeld                  | Challenge                   | Jaroslav Kostelecký  |
| 1998 | Bas Leinders                   |                             |                      |
| 1999 | Christijan Albers              |                             |                      |
| 2000 | Giorgio Pantano                |                             |                      |
| 2001 | Toshihiro Kaneishi             |                             |                      |
| 2002 | Gary Paffett                   |                             |                      |
|      | Formel 3 Cup                   |                             |                      |
| 2003 | João Paulo de Oliveira         |                             |                      |
| 2004 | Bastian Kolmsee                |                             |                      |
| 2005 | Peter Elkmann                  | Trophy                      | Kevin Fank           |
| 2006 | Ho-Pin Tung                    | Trophy                      | Harald Schlegelmilch |
| 2007 | Carlo Van Dam                  | Trophy                      | Michael Klein        |
| 2008 | Frédéric Vervisch              | Trophy                      | Marco Oberhauser     |
| 2009 | Laurens Vanthoor               | Trophy                      | Sergey Chukanov      |
| 2010 | Tom Dillmann                   | Trophy                      | Riccardo Brutschin   |
| 2011 | Richie Stanaway                | Trophy                      | Maxim Travin         |
| 2012 | Jimmy Eriksson                 | Trophy                      | André Rudersdorf     |